# دينيس باريشنيكوف
دينيس باريشنيكوف (26 أكتوبر 1995 في روسيا - ) هو لاعب كرة قدم روسي في مركزي الوسط والدفاع. لعب مع لوكوموتيف موسكو ونادي تيومين ‏ وFC Neftekhimik Nizhnekamsk ‏ وFC Kazanka Moscow ‏ وFC Zenit Penza ‏ ونادي خيمكي.

## وصلات خارجية
- دينيس باريشنيكوف على موقع قاعدة بيانات كرة القدم.إي يو (الإنجليزية)
- دينيس باريشنيكوف على موقع Soccerway.com (الإنجليزية)